# جایزه موسیقی تیت
جایزه موسیقی تیت (به انگلیسی: Taite Music Prize) یک رویداد سالانه موسیقی نیوزیلند است. این جایزه به همین نام برای بهترین آلبوم از نیوزیلند اعطا می‌شود.
این جایزه به نام روزنامه‌نگار و پخش کننده موسیقی مورد احترام نیوزیلند دیلن تایت که در سال ۲۰۰۳ درگذشت، نامگذاری شده‌است. جایزه موسیقی تیت در سال ۲۰۰۹ به افتخار وی توسط موسیقی مستقل نیوزیلند (IMNZ) و با خانواده تیت تأسیس شد. جایزه اول در سال ۲۰۱۰ اهدا شد. همچنین تیت از جوایز موفق بین‌المللی مانند جایزه مرکوری در انگلیس و جایزه موسیقی استرالیا الهام می‌گیرد.